# Nunataki Atlasova
Nunataki Atlasova är en nunatak i Antarktis. Den ligger i Östantarktis. Norge gör anspråk på området. Toppen på Nunataki Atlasova är 1 612 meter över havet.
Terrängen runt Nunataki Atlasova är lite kuperad, och sluttar norrut. Trakten är obefolkad. Det finns inga samhällen i närheten.